# 커넥트 (2020년 영화)
《커넥트》(영어: Come Play)는 2020년 개봉한 미국의 공포 영화이다. 길리언 제이컵스와 존 갤러거 주니어가 출연했고, 제이컵 체이스 감독이 연출했다. 동 감독의 단편영화 〈래리〉(Larry)를 장편으로 개작한 작품으로, 스마트폰 전자 책을 통해 나타난 괴물 '래리'로부터 도망치는 모자의 이야기를 다룬다.
2020년 10월 30일 미국 극장에 개봉했다. 대한민국에는 2021년 1월 20일 개봉한다.

## 줄거리
주인공 올리버는 자폐증을 가진 아이로, 스마트폰을 통해 사람들과 소통한다. 부모님은 사이가 좋지 않아 아버지는 집을 나가게 되고, 올리버는 스마트폰에서 "오해받는 괴물들"이라는 앱을 발견한다. 앱 속 괴물 래리는 친구를 원하고, 래리 이야기가 시작되자 주변의 불이 꺼지고, 태블릿으로 얼굴을 인식하는 앱에서는 올리버 옆 빈 공간에 얼굴이 나타나는 등 기이한 현상이 발생한다. 학교에서 아이들에게 괴롭힘을 당하던 올리버는, 친구를 만들어주려는 어머니 덕분에 괴롭히던 아이들을 집으로 초대하지만, 오히려 래리가 태블릿 카메라를 통해 나타나 아이들을 공격하게 된다. 
이후 올리버와 어머니는 래리가 올리버를 자신의 세계로 데려가려 한다는 것을 알게 된다. 래리는 전기를 통해 이동하고 화면을 통해 나타나는 존재였다. 래리는 아버지가 있는 곳까지 찾아와 공격하고, 아버지는 그제서야 래리의 존재를 믿게 된다. 부모님은 태블릿을 부수지만, 래리의 공격은 멈추지 않고, 오히려 실체를 갖게 되며 집 안을 돌아다니기 시작한다. 
올리버는 전기 없는 들판으로 도망치지만, 래리는 올리버가 학교에서 빼앗긴 핸드폰을 이용해 올리버와 엄마를 가둔다. 래리는 올리버에게 자신의 손을 잡고 다른 세계로 함께 가자고 하지만, 어머니가 대신 래리의 손을 잡고 래리의 세계로 떠난다. 올리버는 그동안 눈을 잘 마주치지 못했던 엄마와 마지막으로 눈을 맞춘다. 이후 올리버는 아버지와 함께 살아가고, 아버지는 아들의 치료에 적극적으로 참여하지만, 어느 날 밤, 다시 불이 꺼지고 이상한 소리가 들리며 래리의 세계로 간 엄마와 올리버가 행복하게 지내는 모습을 아버지가 핸드폰으로 보게 된다. 엄마는 올리버를 지키겠다고 말한다. 래리의 운명은 불분명하게 남겨진 채 이야기가 끝난다.

## 출연진
- 길리언 제이컵스 - 세라 역
- 존 갤러거 주니어 - 마티 역
- 애지 로버트슨 - 올리버 역
- 윈즐로 페글리 - 바이런 역
- 레이첼 윌슨 - 제니퍼 역